# حشره‌دوست‌ها
حشره‌دوست‌ها (نام علمی: Philentoma) یک سردۀ گنگ از پرندگان است. آنها در حال حاضر معمولا در خانوادۀ وانگایان جای می‌گیرند.

## گونه‌ها
دو گونه وجود دارد:
| نگاره | نام علمی              | نام رایج           | پراکندگی                                           |
| ----- | --------------------- | ------------------ | -------------------------------------------------- |
|       | Philentoma pyrhoptera | حشره‌دوست بال‌حنایی  | برونئی، اندونزی، مالزی، میانمار، تایلند و ویتنام   |
|       | Philentoma velata     | حشره‌دوست سینه‌عنابی | برونئی، اندونزی، مالزی، میانمار، سنگاپور و تایلند. |